# Kleine Wildstelle
Die Kleine Wildstelle ist ein 2577 m ü. A. hoher Berg in den Schladminger Tauern, einer Untergruppe der Niederen Tauern in der Steiermark, nordwestlich der Hochwildstelle und von dieser durch die Seewigscharte (ca. 2560 m) getrennt. Die Kleine Wildstelle lässt sich von Nordwesten unschwierig auf einer markierten Route aus der Neualmscharte (2347 m) in ½ Stunde erreichen. Auf dieser Route wird die Kleine Wildstelle am häufigsten im Zusammenhang mit einer Besteigung der Hochwildstelle überschritten.